# オオリス属
オオリス属（Ratufa）は、哺乳綱ネズミ目(齧歯目)リス科の属。
南アジアおよび東南アジアにみられる大型の樹上性リス。4種を含む。
ネコほどの大きさで、長い尾をもつ。インドオオリスは、体重2キログラム、頭胴長36センチメートル、尾長61センチメートル。
熱帯の森林の上層に生息し、果実や葉などを食べる。
先史時代には、この系統はより広範囲に分布していたと考えられる。例えば、オオリス属と思われる化石が、ランギアン初期（中新世中期、およそ1600万年前-1520万年前）のドイツ、およびオーストリアから見つかっている。

## 分類
4種が属する。和名および分布は、マクドナルド (1986, p. 155)による。
- リス科 Sciuridae
  - Ratufinae
    - オオリス属 Ratufa
      - クリームオオリス Ratufa affinis - タイ南部、マレー半島、スマトラからボルネオ
      - クロオオリス Ratufa bicolor - ヒマラヤ地方東部、ミャンマー、中国南部、インドシナ半島からスマトラ、ジャワ、バリ
      - インドオオリス Ratufa indica - インド半島
      - シモフリオオリス Ratufa macroura - スリランカ、インド南部

## ギャラリー

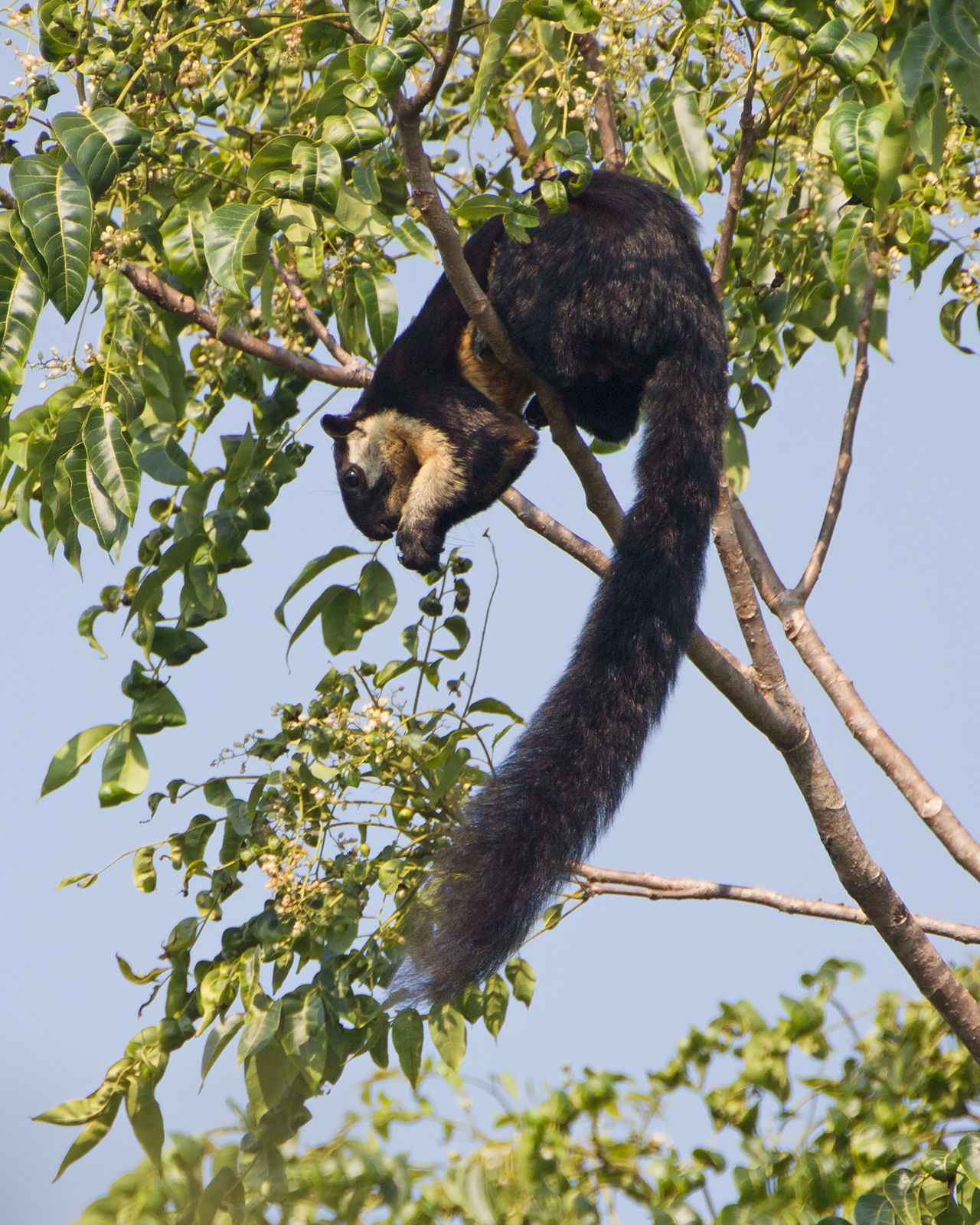
クロオオリス Ratufa bicolor
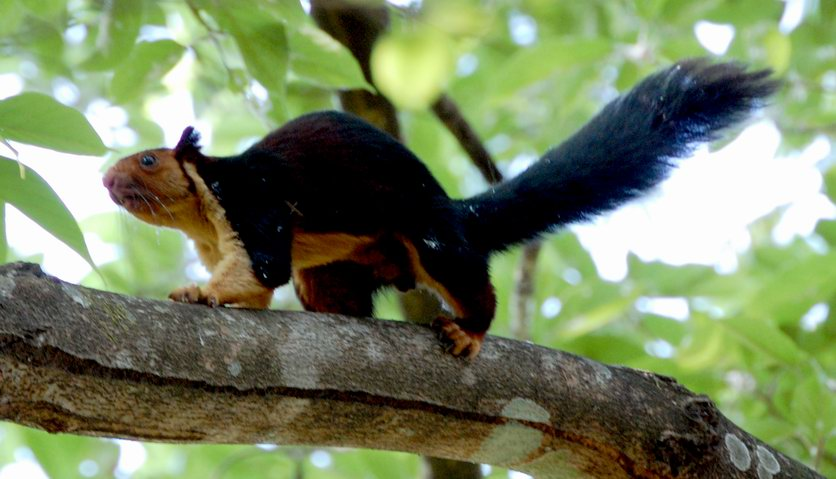
インドオオリス Ratufa indica
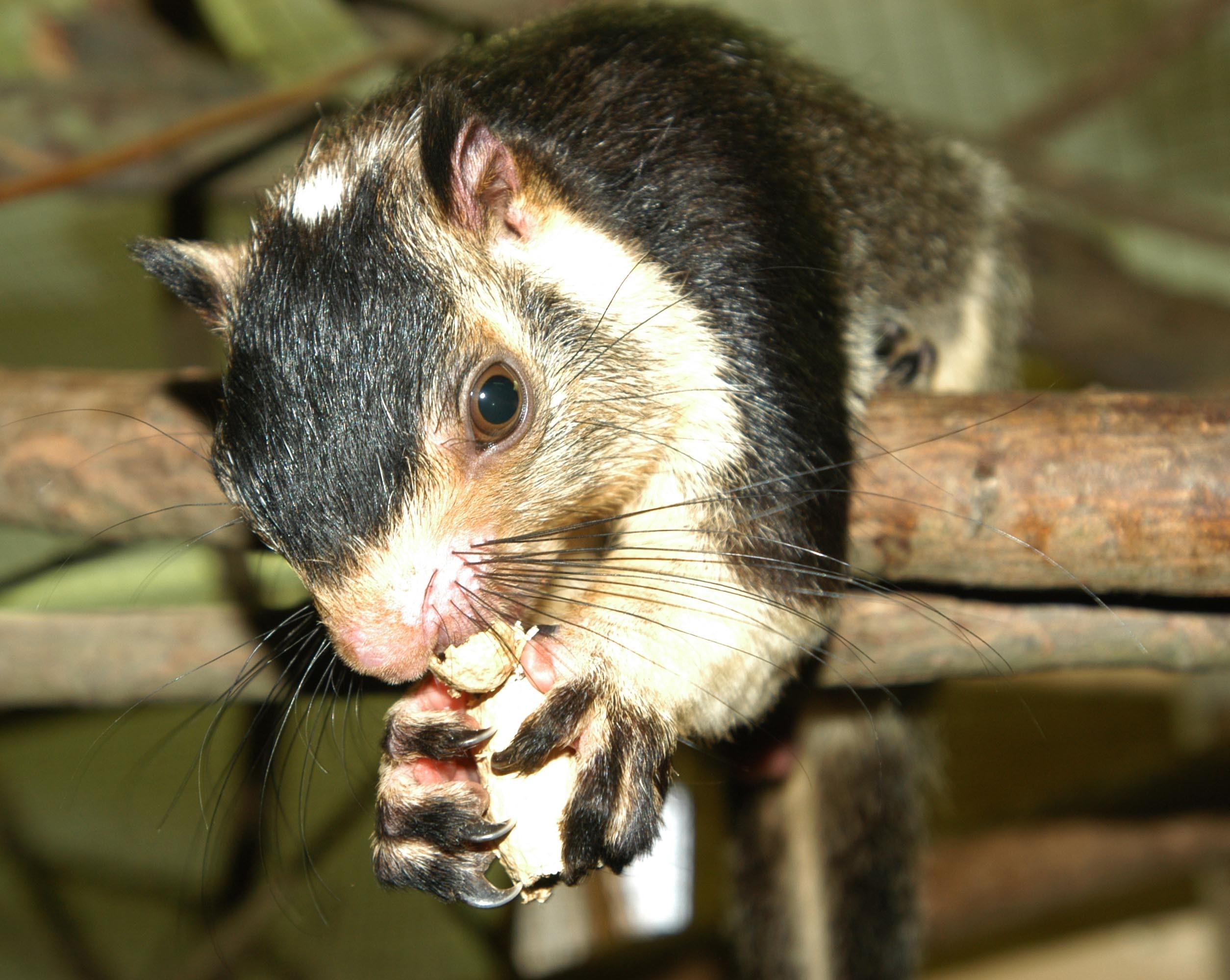
シモフリオオリス Ratufa macroura
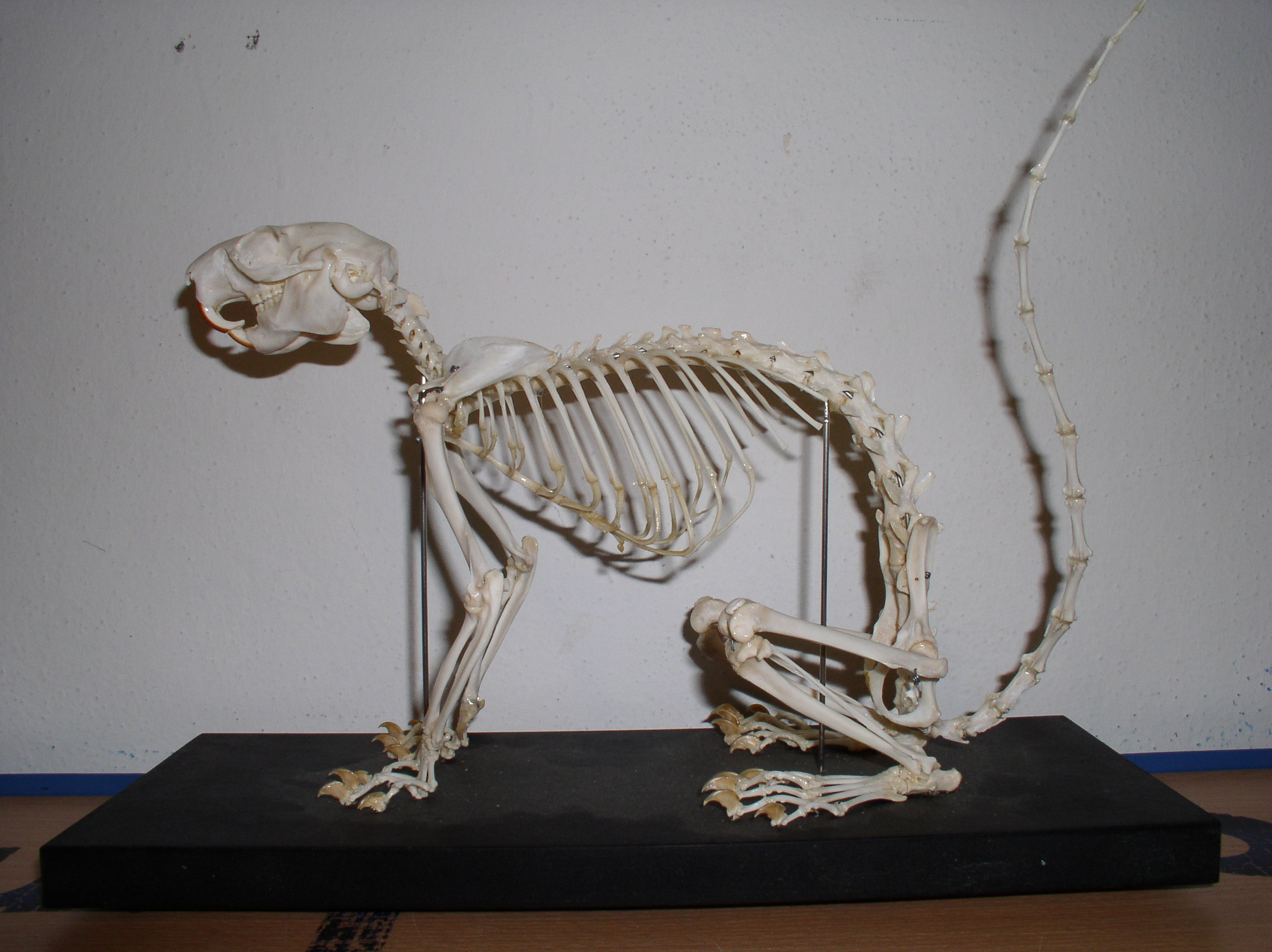
オオリス属の骨格